# Dialetto osimano
Il dialetto osimano (osemà) è un dialetto italiano parlato ad Osimo (Ancona) e in alcune località circostanti.

## Caratteristiche
<div lang="Dialetto osimano">(Dialetto osimano)
«Quelli, scì, ch'era tempi, lassa cûre,
che podéi dì cun orgòjo «So' Osimà!».
Adè, tutt'à gambiàdo, co' vô fà:
già, dal borgo nun 'rrîa più qui la costa,
ma va a fenì più sotta de la Posta.»
(Gino Vinicio Gentili)
Il dialetto osimano fa parte dei dialetti della provincia di Ancona che generalmente fanno capo al dialetto anconitano e connessi agli altri dialetti italiani mediani. Questi dialetti si possono riconoscere in quattro sub-aree: anconitana in senso stretto, osimano-lauretana, jesina e fabrianese. Nella sub-area dei comuni di Osimo e Loreto (che comprende anche le città di Castelfidardo e Porto Recanati) la diversità rispetto al dialetto del capoluogo è in gran parte dovuta, oltre alla maggiore vicinanza con l'area umbra, anche all'amministrazione maceratese, che finì coll'Unità nazionale (1861), quando queste città (eccezion fatta per Porto Recanati) passarono sotto la provincia di Ancona. È infatti facile trovare nell'osimano fenomeni non riscontrabili nel dialetto anconitano, che derivano dall'influsso maceratese. Allo stesso tempo, nella parlata di Osimo si ritrovano alcuni tratti che la accomunano alla confinante area jesina, come ad esempio la ravvisabile lenizione della consonante t e la pronuncia "toscana" di c dolce, fenomeni pressoché sconosciuti sia in area maceratese che nel capoluogo.
Come hanno sottolineato molti studiosi, questa compresenza di influenze eterogenee è attribuibile alla particolare posizione geografica del territorio osimano, situato al confine fra tre aree linguistiche macroscopicamente simili (perché appartenenti all'area marchigiana centrale) ma ben distinte, ovvero quella maceratese, quella dorica e quella jesina-fabrianese: collocazione che rende l'osimano un dialetto dotato di una sua sostanzialità, ma allo stesso tempo crocevia fra inflessioni diverse.
Quanto alla diffusione, si potrebbe definire "dialetto osimano" in senso stretto soltanto l'idioma parlato nel territorio comunale della città, considerando che le inflessioni delle aree vernacolari limitrofe si incontrano appena al di là dei confini delle frazioni: a nord Offagna, Polverigi e Agugliano, un tempo con influenze miste osimane e jesine, ospitano oggi cospicui influssi anconitani, a Santa Maria Nuova prevale il dialetto jesino. Pur appartenendo alla stessa sub-area, il dialetto osimano e quello di Loreto non sono assimilabili per via della maggiore affinità del secondo al dialetto anconitano; al vernacolo lauretano mancano infatti una estesa lenizione della consonante t e la pronuncia toscana di c dolce. I comuni appena nominati sono perciò ascrivibili alla sub-area dialettale di Osimo, anche se il loro vernacolo non è definibile "osimano" in senso proprio, mentre i restanti comuni del circondario hanno invece basi dialettali chiaramente diverse: Recanati ma soprattutto Filottrano e Montefano sono senza dubbio prevalentemente maceratesi, come non c'è dubbio che Camerano sia anconitana, o addirittura gallica se si considera il suo vernacolo "storico". Infine il dialetto di Porto Recanati presenta da un lato un elemento tipicamente anconetano, quale il passaggio di tutte le -o in -u, che arriva ad estendersi anche a vocaboli terminanti con altre vocali, ad es. el maru per "il mare", ma dall'altro mantiene il passaggio da -NC- a -NG-, ad es.cingue, palanghe per "cinque, palanche", fenomeno ancora presente nello jesino, ma regredito nell'osimano e nel lauretano.
Questo quadro si arricchisce di ulteriori sfumature se si tiene presente che nella stessa Osimo, come accade diffusamente in tutta la regione, il dialetto parlato nel contado non è perfettamente sovrapponibile a quello usato all'interno della cinta muraria. Si noterà, pertanto, che in certe frazioni l'osimano si contamina già con i dialetti circostanti: nel popoloso abitato di Osimo Stazione, per esempio, si ravvisano i primi sentori dell'anconitano, mentre nella frazione Passatempo, situata al di là del Musone, la cadenza si avvicina un po' al maceratese.
C'è da dire infine che attualmente si può notare, nell'inflessione degli osimani delle ultimissime generazioni, e soprattutto nella parlata in lingua italiana, una sempre più accentuate tendenza ad "anconetanizzare", cioè ad assumere tratti linguistici tipici del capoluogo e considerati più "prestigiosi" perché più vicini all'italiano standard nonché al Centro-Nord d'Italia, come la resa sonora della s o una maggiore chiusura delle vocali. Ciononostante, studiosi e cultori del dialetto osimano continuano a buon diritto a sostenere che il loro vernacolo "tradizionale", ancora largamente diffuso, sia qualcosa di sostanzialmente separato dalla parlata del capoluogo marchigiano.

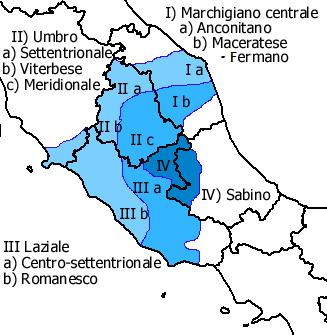
Nel sistema dei dialetti umbro-romaneschi il dialetto osimano si trova al confine tra la zona 1a (anconitano) e quella 1b (maceratese)

### Differenze dal dialetto anconitano
- Mantenimento delle consonanti doppie, eliminate invece nell'anconitano, eccezion fatta per la doppia s (ancon. gato, fratelo, ciacà; osim. gatto, fradello, cciaccà). Per questo motivo, l'osimano mantiene il raddoppiamento fonosintattico, mentre l'anconitano di fatto lo annulla: quindi, per esempio, la frase "non c'è più l'allegria" suonerà "nun c'è più l'alegria" ad Ancona, ma "nun c'è ppiù ll'allegria" a Osimo. Anche nell'osimano è in realtà presente lo sdoppiamento, ma in forma sporadica, come si può notare con la doppia r (guera, tera, sbiro).
- Eliminazione degli incontri consonantici stridenti. Nel dialetto anconitano ciascuna consonante può incontrarsi con un'altra, tant'è vero che l'articolo el è usato anche davanti alla s impura (ancon. el stòmigo). L'osimano invece fa uso anche dell'articolo lu esattamente come in italiano e in più davanti alla s e alla r (lu stòmmigo, lu riso). Spesso in osimano avviene anche l'apocope della negazione nun (nu' ride, nu' scherzà, nu' la tajà). L'osimano non considera stridente l'incontro l + z (infatti si ha el zùcchero).
- L'assimilazione progressiva nd > nn è sconosciuta al dialetto anconetano, mentre è di norma nell'osimano perché anch'essa è stata ottenuta dall'influsso umbro-maceratese (osim. mannà, tonno, stenne; ancon. mandà, tondo, stende). Questa assimilazione sfocia a tratti anche in territorio anconitano, ma attestando i propri limiti in alcune aree del contado le cui parlate sono di impronta gallo-italica[2][3], escludendo il resto del territorio del capoluogo.
- Altre forme estranee all'anconetano originale, come "ssi" per "sei", che è un relitto metafonetico, mentre ora la metafonesi si arresta a Potenza Picena.
- Lenizione della t, che nell'osimano passa sempre a d se è in posizione intervocalica e se precede la r, mentre ad Ancona la t si lenisce in pochi casi (osim. magnado, piedra; ancon. magnato, pietra).
- Pronuncia delle vocali. Generalmente nel dialetto osimano ci sono alcune vocali pronunciate più aperte rispetto all'anconitano (ancon. nóme, piétra, bichiéri; osim. nòme, pièdra, bicchièri), ed alcune anche rispetto all'italiano standard (it. vérde, férmo, osim. vèrde, fèrmo).
- Seconde persone plurali dei verbi. Nel dialetto anconetano le seconde plurali dell'indicativo escono in -é o -ì (it. mangiate, tenete, sentite > ancon. magné, tené, sentì); l'osimano invece non conosce queste desinenze e mantiene quelle di derivazione latina (lat. tenetis > it. tenete > osim. tenéde).
- Pronome personale complemento lo. Nel dialetto anconitano questo pronome è reso sempre el (ancon. lo spezzo > el spezo, lo portiamo > el purtamo), mentre ad Osimo rimane lu. Questa è una chiara spia dell'influsso maceratese, poiché l'utilizzo della forma debole el come pronome è diffuso quasi in tutta la provincia di Ancona; ad esempio, la frase te lo diciamo diventa te 'l dimo tanto ad Ancona quanto a Jesi e Fabriano, mentre ad Osimo risulta te lu dimo. Bisogna comunque tenere conto che lo viene usato anche a Jesi e Fabriano quando el provoca un incontro stridente (jes., fabr. lo spégno, non el spégno).
- Congiunzione e avverbio quando. In osimano questo avverbio si rende quanno come in quasi tutta l'area mediana, mentre in dialetto anconetano diventa quanto, con l'ipercorrettismo della d che passa a t.
- Articolo determinativo maschile plurale. Mentre ad Ancona si utilizza sempre i (o j) anche davanti a vocale (ancon. gli altri > j altri, gli operai > j uperai), in dialetto osimano questo uso è più recente e tipico del centro urbano, mentre in ambito rurale la forma li, tipica del romanesco e del maceratese, è viva soprattutto davanti a vocale (osim. gli altri > l'altri, gli operai > l'uperaji).

### Fonetica
- Non c'è distinzione tra ô (<-o, -ō del latino) e ö (<ū latina), come in tutta l'area perimeridiana e in Toscana, dove le -u latine si sono aperte in -o (lupo < lat. LUPUM). Nell'osimano verace però, sebbene ci sia questa indistinzione, è avvenuto il fenomeno contrario, per il quale tutte le -o finali dell'italiano sono divenute -u (iu magnu < io mangio, lu stòmmigu < lo stomaco): tale fenomeno è molto presente pure ad Ancona e Porto Recanati, mentre va attenuandosi procedendo verso Castelfidardo e Loreto, per scomparire poi a Recanati. Tuttavia l'osimano parlato da qualche decennio ha ripristinato la -o finale come in italiano[4], e oggi la -u è percettibile talvolta solo all'interno di frase e in pochi altri casi (quindi ad esempio si dirà "ho rotto lu specchio" invece del più antiquato "hu róttu lu spècchiu"). Nonostante ciò, nel suo Vocabolario del dialetto osimano (edito nel 2009) lo studioso osimano Massimo Morroni ha registrato tutte le voci con la -u finale, per ricordare l'osimano più schietto che si è parlato fino agli anni sessanta del Novecento.
- La i atona dell'italiano diventa frequentemente e (lingua > léngua, stringere > strégne). Ugualmente diffuso è il passaggio contrario, proprio sia di Ancona ma soprattutto di Macerata, cioè di e atona in i (devozione > divozzió, leccare > liccà, pestare > pistà)[1]. La o atona diventa spesso u (dolore > dulore)[1]. Sporadico invece è il passaggio di u tonica ad o (punta > pónta, unto > ónto).[1] Il dittongo uo viene semplificato in ogni caso in ò (buono > bòno, scuola > scòla).
- La c e la t in posizione intervocalica e prima di r vengono sempre lenite in g e d, come in dialetto jesino (poco > pogo, sacramento > sagramènto, prato > prado, dietro > diedro). Analogamente, p intervocalica passa a b, ma non è un fenomeno altrettanto esteso (dopo > dobo, però nipote > nepode, antipatico > ntipadigo).
- La v in posizione intervocalica dilegua (egli faceva > lù facêa, noi caviamo > nualtri caâmo, la fava > la fâa).
- La s preceduta da n, r e l acquisisce il suono z conformemente a quasi tutti i dialetti centrali (pensare > penzà, falso > falzo). Il rotacismo di l davanti a consonante non è di norma, quindi poco frequente (coltello > curtello, però calcio non diventa carcio).
- Mentre nell'anconitano è di norma la degeminazione delle doppie (esclusa la s), in osimano si raddoppiano alcune consonanti scempie, soprattutto nelle parole sdrucciole (monaca > mònniga, stomaco > stòmmigo, sabato > sàbbedo, manico > mànnigo); nelle parole piane i raddoppiamenti sono meno diffusi (digerire > diggerì, tappeto > tappetto). In realtà la degeminazione è presente anche a Osimo, ma è sporadica, e non ha una portata strutturale come nell'anconitano (osim. mattina > matina > madina, mattone > matone > madó, camminare > caminà).

### Aferesi, apocope e altri fenomeni
- Subiscono l'aferesi le parole inizianti con una vocale seguita da una o due consonanti (educato > ddugado, accomodare > ccummedà). Vengono apocopate le parole piane che terminano in no, ni, o ne (contadino > cuntadì, domani > dumà, cane > cà, portone > purtó); la caduta di ne è comunque solo per il singolare (ad es. persone resta invariato). Per utilità vengono apocopati gli infiniti (mangiare > magnà, morire > murì).
- Di norma nd si assimila in nn (comandare > cumannà, quando > quanno) e il gruppo ng viene mutato in gn per utilità di pronuncia (mungere > mógne, tingere > tégne). È un po' più rara l'assimilazione di mb in mm (riscontrabile solo nel caso Giambattista > Giammattì[4]).
- La sonorizzazione delle sorde dopo nasale, tipica del maceratese (macer. tempo > témbu, fianco > fiangu, monte > monde) si può considerare assente, o meglio regredita, perché non si può escludere che questo fenomeno abbia interessato anche l'osimano in tempi meno recenti. Infatti, nel dialetto rurale parlato dagli anziani fino a pochi anni fa era possibile riscontrare alcune tracce di sonorizzazione della c (ad es. mangà, biango per mancare, bianco), cosa che invece è ancora viva e diffusa a Jesi, Filottrano e Porto Recanati.
- Al posto di tu è usato te (te nun ce possi venì). Il pronome tu si usa solo nel dialetto rurale in alternanza con te in funzione di soggetto.
- Con i sostantivi che indicano grado di parentela l'aggettivo possessivo può essere espresso con una particella proclitica (ad es. tu' madre, tu' padre), o con una enclitica (màmmeda, bàbbedo), esattamente come a Jesi.
- Il caso neutro è sparito praticamente del tutto. Il fatto che si usino sia lo che lu è per quanto ci si voglia avvicinare all'italiano: ad esempio, in sintonia con la lingua madre si tende a dire lo riso, lo scarto, ecc., altrimenti in dialetto puro si direbbe lu risu, lu scartu, ecc. Inoltre è interessante notare che nella parlata siano rimaste alcune forme cristallizzate di lu/li anche al posto di el, evidenti "spie" del cospicuo influsso maceratese subito dall'osimano nei secoli passati: infatti gli osimani dicono spesso "l'occhj, l'ossi, l'alberi, l'altri (+ sost)" oppure c'è un proverbio "la famìa de Gubbò: gobbu lu padre, gobba la madre ..." e uno stornello "lu benedigu lu fiore de canna ...". Tali forme arcaiche sono ormai però in disuso e destinate a scomparire con la scomparsa del dialetto più stretto.

### Articoli determinativi
| masch. | + z     | + s impura | + r     | + vocale   | + altre |
| ------ | ------- | ---------- | ------- | ---------- | ------- |
| sing.  | 'l (el) | lo         | lo      | l'         | 'l (el) |
| es.    | 'l zio  | lu sparó   | lu ramo | l'amigo    | el cà   |
| plur.  | i       | i          | i       | j, l'      | i       |
| es.    | i zii   | i sparó    | i rami  | j/l'amighi | i cà    |

| femm. | + conson. | + vocale |
| ----- | --------- | -------- |
| sing. | la        | l'       |
| es.   | la casa   | l'amiga  |
| plur. | le        | l'       |
| es.   | le case   | l'amighe |

### Pronomi personali soggetto
|      | osimano   |      | osimano                            |
| ---- | --------- | ---- | ---------------------------------- |
| io   | io        | noi  | nó, nualtri, nuantri, nuà          |
| tu   | te, tu    | voi  | vó, vualtri, vuantri, v'altri, vuà |
| egli | lù        | essi | lóra                               |
| ella | lia, éssa | esse | lóra, ésse                         |

### Flessioni verbali
Occorre premettere a questo punto che il dialetto osimano come quello anconitano impiega per la terza persona plurale, oltre ad una forma propria simile a quella italiana (mangiano > màgnene), anche la voce di terza persona singolare.
Indicativo presente: Si prenda come esempio la flessione verbale all'indicativo presente dei verbi esse (essere), aé (avere), magnà (mangiare), stènne (stendere), murì (morire), fenì (capire) e di alcuni verbi irregolari (potere, fare, dire, riempire, correre); il verbo avere è coniugato come ausiliare e non come verbo a sé stante poiché in questo caso diverrebbe écce (averci).
| èsse     | aé         | magnà           | stenne            | murì          | fenì                |
| -------- | ---------- | --------------- | ----------------- | ------------- | ------------------- |
| sò       | ho         | magno           | stenno            | moro          | feniscio            |
| sai, sî  | hai, hi    | magni           | stenni            | mori          | fenisci             |
| è        | ha         | magna           | stenne            | more          | fenisce             |
| sémo     | émo        | magnamo         | stennémo          | murimo        | fenimo              |
| séde     | éde        | magnade         | stennéde          | muride        | fenide              |
| ènne (è) | hanne (ha) | màgnene (magna) | stènnene (stenne) | mòrene (more) | fenìscene (fenisce) |

| pudé          | vulé          | fà         | dì            | rempì           | cure          |
| ------------- | ------------- | ---------- | ------------- | --------------- | ------------- |
| posso         | vojo          | fago, fo   | digo          | rimpo           | curo          |
| possi         | vôi           | fai, fî    | dighi         | rimpi           | curi          |
| pole          | vole, vô      | fa         | dice          | rimpe           | cure          |
| pudémo        | vulémo        | famo       | dimo          | rempimo         | curimo        |
| pudéde        | vuléde        | fade       | dide          | rempide         | curide        |
| pòlene (pole) | vòlene (vole) | fanne (fa) | dìcene (dice) | rìmpene (rimpe) | cùrene (cure) |

Indicativo imperfetto: Si prenda come esempio la flessione all'indicativo imperfetto dei primi sei verbi sopra coniugati al presente.
| èsse        | aé        | magnà             | stènne              | murì            | fenì            |
| ----------- | --------- | ----------------- | ------------------- | --------------- | --------------- |
| ero         | êo        | magnâo            | stennêo             | murîo           | fenìo           |
| eri         | êi        | magnâi            | stennêi             | murîi           | fenìi           |
| era         | êa        | magnâa            | stennêa             | murîa           | fenìa           |
| èrimi       | êmie      | magnâmie          | stennêmie           | murîmie         | fenìmie         |
| eri         | êi        | magnâi            | stennêi             | murîi           | fenîi           |
| èrene (era) | êene (êa) | magnâene (magnâa) | stennêene (stennêa) | murîene (murîa) | fenîene (fenîa) |

Imperfetto rurale: Si tratta dell'imperfetto indicativo dei verbi andare, dare e stare coniugati secondo l'uso rurale, ben diverso dall'uso cittadino; infatti fuori dalle mura del centro l'imperfetto (anche congiuntivo) di questi verbi ha una flessione sul modulo di fare e dire (ad es. stava > stacêa, cfr maceratese stacîa).
| Imperf. rurale | fà              | dì              | ndà               | stà               | dà              |
| -------------- | --------------- | --------------- | ----------------- | ----------------- | --------------- |
|                | facêo           | dicêo           | ndacêo            | stacêo            | dacêo           |
|                | facêi           | dicêi           | ndacêi            | stacêi            | dacêi           |
|                | facêa           | dicêa           | ndacêa            | stacêa            | dacêa           |
|                | facêmie         | dicêmie         | ndacêmie          | stacêmie          | dacêmie         |
|                | facêi           | dicêi           | ndacêi            | stacêi            | dacêi           |
|                | facêene (facêa) | dicêene (dicêa) | ndacêene (ndacêa) | stacêene (stacêa) | dacêene (dacêa) |

### Il verboandare
Nel dialetto osimano il verbo andare viene reso ndà o nnà, ma c'è anche la forma gì, diffusa solamente nel vernacolo rurale. Questa seconda forma proviene dal verbo latino IRE, che aveva il medesimo significato.
| ndà, nnà |  | ind. pres.    | ind. imp.     | gì | ind. pres.  | ind. imp.      | imperat. |
|          |  | vago          | ndâo          |    | (vago)      | gîo (gèro)     |          |
|          |  | vai, vî       | ndâi          |    | (vai, vî)   | gîi (gèri)     | (va')    |
|          |  | va            | ndâa          |    | (va)        | gîa (gèra)     |          |
|          |  | ndamo (nnamo) | ndâmie        |    | gimo        | gîmie (gèrimi) | giamo    |
|          |  | ndade (nnade) | ndâi          |    | gide        | gîi (gèri)     | giade    |
|          |  | vanne (va)    | ndâene (ndâa) |    | (vanne, va) | gîene (gèrene) |          |

Oltre alle forme gîo e gèro, nel dialetto rurale esiste anche la forma ndacêo dal tema di ndà. Il participio passato di gì è ggido. Gli imperativi giamo, giade manifestano tracce dei congiuntivi esortativi latini EAMUS e EATIS.

### Costruzioni particolari
- Accusativo preposizionale, usato sia nel complemento oggetto (ho visto a lù) sia nella proposizione soggettiva (je piace a giugà).
- Voci impersonali che reggono la proposizione soggettiva: sono gna, gnarìa e gnarà (bisogna, bisognerebbe, bisognerà). Altre due forme di senso negativo usate in area rurale sono n' accura e n' accada, entrambe significanti non occorre, non c'è bisogno; la seconda deriva dal verbo latino accidĕre che alla forma impersonale àccidit significava bisogna, occorre.
- Pleonasmo del doppio termine o accusativo (a me nu' me lu di'; a quello nu' lu chiamà).

## Lessico
In quanto a lessico il dialetto osimano è estremamente vario poiché, oltre a moltissimi termini riscontrabili anche nei dialetti marchigiani centro-meridionali, raccoglie altrettante espressioni utilizzate solo nella sub-area a cui appartiene o addirittura conosciute solo entro i suoi limiti comunali.
Esempi di lessico: barbì (mento), bardàscio (bambino), becìcchia (cispa), ciàccio (balbuziente), ciambotto (rospo), cunillo (coniglio), cuscì (così), lluccà (gridare), mariòla (coccinella), bréncio (acerbo), melàngola (cetriolo), mmóllo (bagnato), nguaccià (nascondere), nnèrto (spesso, robusto), pùppula (upupa), ramajòlo (mestolo), sbigià (scivolare), scì (sì), studà (spegnere), sulùstro (riverbero).

### Rapporti con il latino
Segue una lista di esempi più evidenti di vocaboli che il dialetto osimano ha ereditato dalla lingua latina o che sono molto più vicini ad essa rispetto all'italiano.
| latino        | osimano  | italiano     |  | latino         | osimano     | italiano |
| ------------- | -------- | ------------ |  | -------------- | ----------- | -------- |
| blastimāre    | biastimà | bestemmiare  |  | admodum        | ammò        | oramai   |
| consobrīnum   | cunsubrì | cugino       |  | ningĭt         | néngue      | nevica   |
| coxam         | cossa    | coscia       |  | papiliōnem (f) | papela      | farfalla |
| discrĭmen (n) | scrime   | scriminatura |  | persicum (m)   | pèrcigo (m) | pesca    |
| exaurāre      | sciorà   | raffreddare  |  | rabĭdum        | rabbìdo     | rabbioso |
| gingīvam      | gingîa   | gengiva      |  | verbo tegĕre   | téga (f)    | baccello |
| īre           | gì (rur) | andare       |  |                |             |          |
| lacērtam      | lucèrta  | lucertola    |  |                |             |          |

### La preposizionesa
Nel territorio comunale di Osimo, escludendo il centro urbano e la frazione di Passatempo, quindi in ambito più o meno rurale, è usata la preposizione sa (= con) al posto di quella parallela all'italiano, cioè cu'. A chi è già stato introdotto alle lingue antiche e alle radici indoeuropee questa preposizione potrebbe suonare simile a σύν/ξύν del greco antico, anch'essa significante con. La somiglianza non è casuale in quanto il dominio bizantino, al tempo dell'invasione longobarda nel nord Italia, avrebbe facilmente fatto da veicolo a termini di origine greca. Dopotutto anche la preposizione cum latina deriva nient'altro che dalla radice *sem- dell'indeuropeo. Altre lingue tra le più evidenti che seguono la stessa radice sono il sanscrito sam e lo slavo sŭ. La preposizione sa è usata oltre che nel dialetto di Osimo anche nelle città vicine e addirittura risale l'Adriatico, escludendo il centro cittadino di Ancona, fino a Rimini, ed è una testimonianza degli influssi gallo-italici sul substrato mediano tipici dell'area anconetana..
Il filologo tedesco Gerhard Rohlfs non cita invece il possibile influsso greco bizantino, ma ne riporta l'origine al latino, in particolare alla funzione strumentale/comitativa dell'ablativo:
(Gerhard Rohlfs, Grammatica storica della lingua italiana e dei suoi dialetti. Sintassi e formazione delle parole, Torino, Einaudi, 1969, p. 234, s.v. «Sa»)

## Proverbi
- Fa 'l pà 'n puretto, se llama 'l forno; si sse mette a ffà 'l cappellaro, nasce l'ommeni senza testa.
- Porco sadollo nun cunosce 'l digiù.
- Le cerque nun ha fatto mai i melaranci.
- I quadrì manna l'acqua pe' d'insù.
- I quadrì 'gna tenélli a conto quanno c'è; quanno nun c'è, se tiè a conto da per lóra.
- La prèdiga e la pulenta è fatte pei cuntadì.
- Lu sparagno nun è mai guadagno.
- Nun fà del male, ché è peccado – Nun fà del bè, ché è spregado.
- Un pezzo cure 'l cà, un pezzo cure 'l lepro.
- Poi stà cent'anni sotta al camì, puzzi sempre de cuntadì.